# Naftali Amsterdam

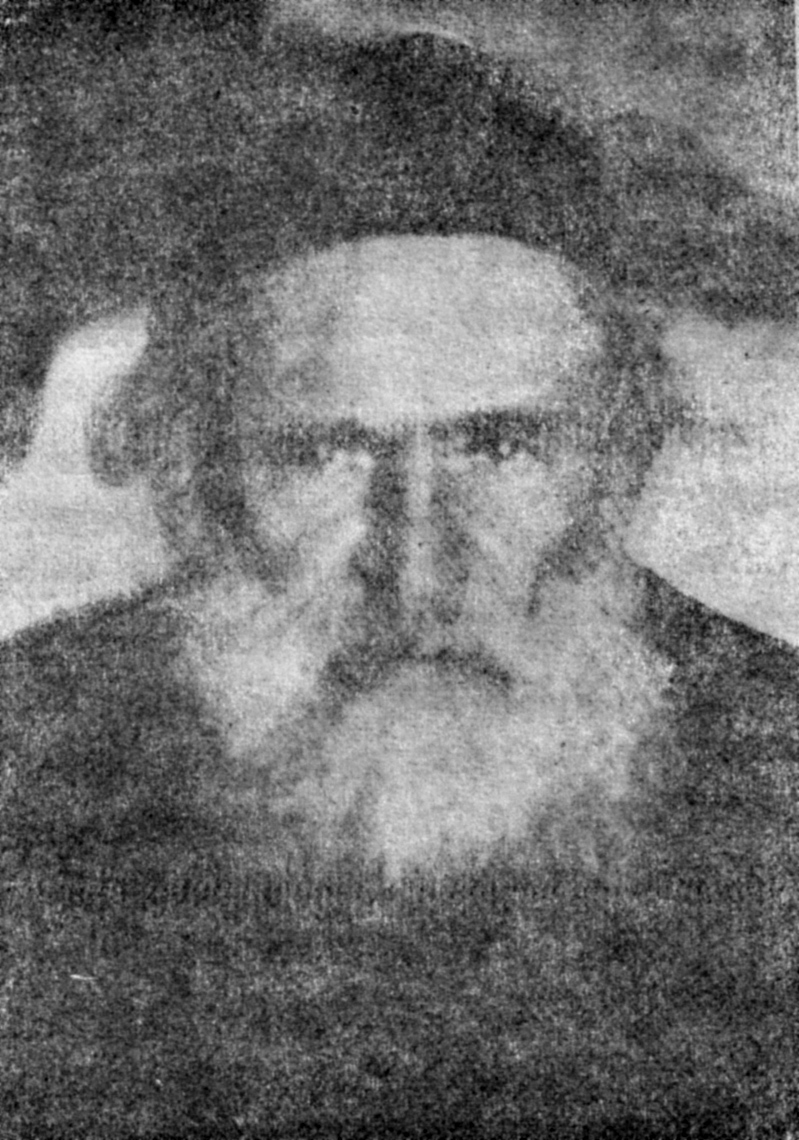
Naftali Amsterdam

Naftali Amsterdam (hebräisch נפתלי אמסטרדם; geb. 1832 in Salant, heute Litauen; gest. 10. Februar 1916 in Jerusalem) war ein orthodoxer Rabbiner und einer der Führer der Mussar-Bewegung. 
Naftali Amsterdam war Schüler von Israel Salanter, ab 1867 Rabbiner in Helsinki, ab 1876 in St. Petersburg, ab 1880 wieder in Litauen. Nach dem Tode seiner Frau 1906 zog er nach Jerusalem, um sich ganz der Frömmigkeit und einem zurückgezogenen Leben zu widmen. 
Naftali Amsterdam ist auf dem Ölberg begraben.